# Peperomia umbrosa
Peperomia umbrosa är en pepparväxtart som beskrevs av G.Mathieu. Peperomia umbrosa ingår i släktet peperomior, och familjen pepparväxter. Inga underarter finns listade i Catalogue of Life.